# Milan Matulović
Milan Matulović, cyr. Милан Матуловић (ur. 10 czerwca 1935 w Belgradzie, zm. 9 października 2013 tamże) – serbski szachista, arcymistrz od 1965 roku.

## Kariera szachowa
W latach 60. i na początku 70. należał do ścisłej czołówki jugosłowiańskich szachistów. Dwukrotnie, w latach 1965 i 1967 zdobył tytuł mistrza Jugosławii. Pięciokrotnie (w latach 1964–1972) reprezentował barwy swojego kraju na szachowych olimpiadach, zdobywając 7 medali: 3 indywidualne (złoty w roku 1964 za wynik na VI szachownicy oraz 2 srebrne, w latach 1966 i 1970) oraz 4 drużynowe (2 srebrne – 1964, 1968 oraz 2 brązowe – 1970, 1972). Jest również trzykrotnym srebrnym medalistą drużynowych mistrzostw Europy (1961, 1965, 1973).
Dwukrotnie (w latach 1963 i 1965) zajął III miejsca w memoriałach Akiby Rubinsteina w Polanicy-Zdroju. W roku 1967 wystąpił w turnieju międzystrefowym w Sousse, zajmując IX miejsce (tylko pół punktu zabrakło mu do udziału w dogrywce o jedno miejsce premiujące awansem do grona pretendentów). Na przełomie 1967 i 1968 roku zwyciężył w Reggio Emilii. W roku 1969, najlepszym w jego karierze, triumfował w turniejach rozegranych w Belgradzie, Skopje i Atenach. Rok później wystąpił w reprezentacji Reszty świata w meczu przeciwko ZSRR. W spotkaniu tym uległ na VIII szachownicy Michaiłowi Botwinnikowi 1½ – 2½. W 1971 odniósł kolejny sukces, dzieląc I miejsce w turnieju Bosna w Sarajewie.
Najwyższy ranking w karierze osiągnął 1 lipca 1971 r., z wynikiem 2530 punktów dzielił wówczas 47-53. miejsce na światowej liście FIDE, jednocześnie dzieląc 3-4. miejsce wśród jugosłowiańskich szachistów. Według retrospektywnego systemu Chessmetrics, najwyżej sklasyfikowany był w styczniu 1968 r., zajmował wówczas 19. miejsce na świecie.